# Bill Brack
William »Bill« Brack, kanadski dirkač formule 1, * 26. december 1935, Toronto, Ontario, Kanada.
Bill Brack je upokojeni kanadski dirkač Formule 1. V sezonah 1974 in 1975 je osvojil naslov prvaka v prvenstvu Formule Atlantic. V svoji karieri Formule 1 je nastopil le na treh domačih dirkah, Veliki nagradi Kanade v 1968, kjer je z dirkalnikom Lotus 49B moštva Gold Leaf Team Lotus odstopil v osemnajstem krogu zaradi okvare pogonske gredi, Veliki nagradi Kanade v sezoni 1969, kjer je z dirkalnikom BRM P138 moštva Owen Racing Organisation dirko sicer končal, a bil zaradi več kot desetih krogov zaostanka za zmagovalcem neuvrščen, in Veliki nagradi Kanade v 1972, kjer je z dirkalnikom BRM P180 moštva Marlboro British Racing Motors odstopil v dvajsetem krogu zaradi zleta s steze.

## Popolni rezultati Formule 1
(legenda) (odebeljene dirke pomenijo najboljši štartni položaj, poševne pa najhitrejši krog, †-uvrščen kljub odstopu)
| Leto | Moštvo                   | Šasija    | Motor       | 1   | 2   | 3   | 4   | 5   | 6   | 7   | 8   | 9      | 10      | 11      | 12  | Prv | Toč |
| ---- | ------------------------ | --------- | ----------- | --- | --- | --- | --- | --- | --- | --- | --- | ------ | ------- | ------- | --- | --- | --- |
| 1968 | Gold Leaf Team Lotus     | Lotus 49B | Cosworth V8 | JAR | ŠPA | MON | BEL | NIZ | FRA | VB  | NEM | ITA    | KAN Ret | ZDA     | MEH | -   | 0   |
| 1969 | Owen Racing Organisation | BRM P138  | BRM V12     | JAR | ŠPA | MON | NIZ | FRA | VB  | NEM | ITA | KAN NC | ZDA     | MEH     |     | -   | 0   |
| 1972 | Marlboro BRM             | BRM P180  | BRM V12     | ARG | JAR | ŠPA | MON | BEL | FRA | VB  | NEM | AVT    | ITA     | KAN Ret | ZDA | -   | 0   |